# Републикански път III-1007
Републикански път IIІ-1007 е третокласен път, част от Републиканската пътна мрежа на България, на територията на Благоевградска област, Община Симитли. Дължината му е 6,2 km.
Пътят се отклонява наляво при 383,3 km на Републикански път I-1 югозападно от село Полето, преминава през селото и се изкачва по северозападните склонове на Пирин до село Брежани.
| Пътища, отклоняващи се надясно (населено място, № на пътя, посока на пътя) | km  | Пътища, отклоняващи се наляво (посока на пътя, № на пътя, населено място) |
| -------------------------------------------------------------------------- | --- | ------------------------------------------------------------------------- |
| Община Симитли, I-1, 383,3 km ←                                            | 0,0 | ← 383,3 km, I-1, Община Симитли                                           |
| с. Полето                                                                  | 1,2 | с. Полето                                                                 |
| (за селата Мечкул и Сенокос) общински път, с. Брежани ←                    | 6,2 | с. Брежани                                                                |